# Gambia na Letnich Igrzyskach Olimpijskich 1984
Gambię na Letnich Igrzyskach Olimpijskich 1984 w Los Angeles reprezentowało 8 zawodników: 6 mężczyzn i 4 kobiety. Najmłodszym reprezentantem tego kraju był biegacz Dawda Jallow (17 lat 226 dni), a najstarszym – Bakary Jarjue (35 lat 69 dni), również biegacz.
Był to pierwszy start reprezentacji na letnich igrzyskach olimpijskich.

## Lekkoatletyka
Kobiety
- Victoria Decka – sztafeta 4 × 100 metrów
- Georgiana Freeman – sztafeta 4 × 100 metrów
- Jabou Jawo – bieg na 100 metrów (odpadła w eliminacjach), sztafeta 4 × 100 metrów
- Amie N’Dow – bieg na 200 metrów (odpadła w ćwierćfinałach), sztafeta 4 × 100 metrów

Mężczyźni
- Paul Ceesay – bieg na 1500 metrów (odpadł w eliminacjach)
- Peter Ceesay – bieg na 800 metrów
- Omar Faye – bieg na 100 metrów (odpadł w eliminacjach), bieg na 200 metrów (odpadł w eliminacjach), sztafeta 4 × 100 metrów
- Abdurahman Jallow – sztafeta 4 × 100 metrów
- Dawda Jallow – bieg na 400 metrów (odpadł w eliminacjach), sztafeta 4 × 100 metrów
- Bakary Jarjue – bieg na 100 metrów (odpadł w eliminacjach), sztafeta 4 × 100 metrów